# 津保川

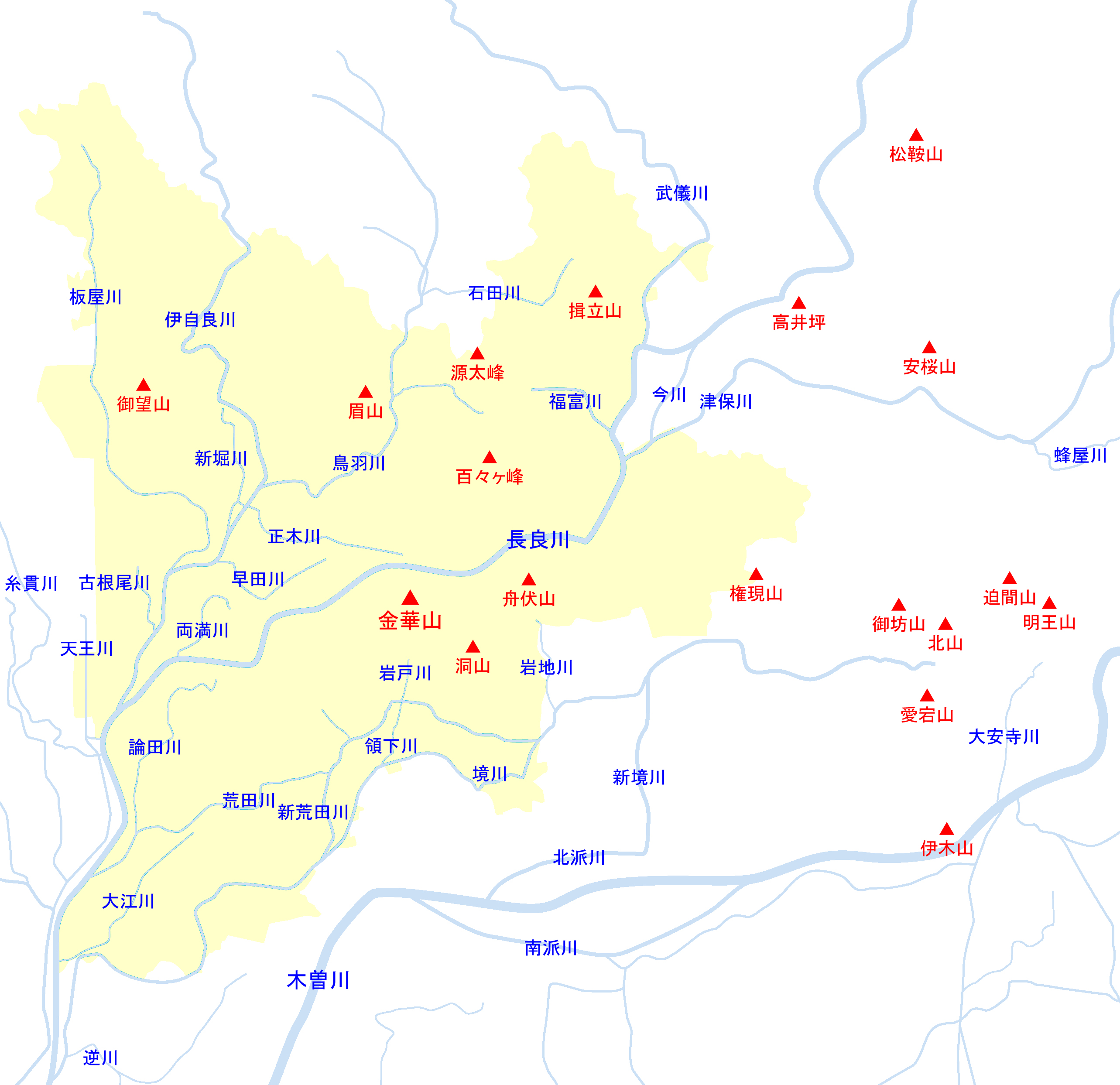
岐阜市周辺主要河川の位置関係図

津保川（つぼがわ）は、木曽川水系の一級河川。岐阜県関市・加茂郡富加町・岐阜市を流れる。長良川・揖斐川を経て伊勢湾に至る木曽川の3次支川。

## 地理
岐阜県関市上之保の小峠付近が水源。関市上之保で小那比川、関市中之保で中之保川、加茂郡富加町で川浦川、関市肥田瀬で蜂屋川、岐阜市芥見大退で長良川の分流今川を合流し、岐阜市芥見町屋で長良川に合流する。
上流部の旧上之保村付近は山間部を蛇行しながら流れており、深い淵もみられ「赤鍋峡」と呼ばれる渓谷も存在する。中流部の旧武儀町付近からは平地が広がり、川浦川合流点付近からは河岸段丘が見られるようになる。

## 主な橋
- リバーサイド大橋
- 桜橋（岐阜県道287号上白金真砂線）
- 小金田橋（国道156号）
- 百年橋（岐阜県道295号関記念公園線）
- 稲口橋
- 新富津橋
- 富津橋（国道418号）
- 上野橋（岐阜県道58号関金山線・岐阜県道80号美濃川辺線）
- 若栗橋（岐阜県道58号関金山線）
- 武儀山崎橋（岐阜県道325号大原富之保線）
- 一柳玉橋・万歳橋（岐阜県道63号美濃加茂和良線）